# Landgericht Weimar
Das Landgericht Weimar war seit 1879 ein in Weimar bestehendes Landgericht, das dem Oberlandesgericht Jena zugeordnet war.

## Geschichte
Im Zuge der 1850 im Großherzogtum Sachsen-Weimar-Eisenach erfolgten Trennung der Rechtsprechung von der Verwaltung und der zeitgleichen Aufhebung der Patrimonialgerichtsbarkeit wurden Justizämter und Stadtgerichte als Eingangsgerichte geschaffen. Damit entstanden in Weimar das Justizamt Weimar. Gericht zweiter Instanz und damit Vorläufer des Landgerichtes war das Kreisgericht Weimar.
Das Landgericht Weimar entstand mit Einführung des Reichsgerichtsverfassungsgesetzes im Herzogtum Sachsen-Weimar-Eisenach im Jahr 1879. Es war für das frühere Sachsen-Weimar zuständig und dem Oberlandesgericht Jena zugeordnet.
Darunter waren folgende 8 Amtsgerichte angesiedelt:
- Blankenhain
- Großrudestedt
- Vieselbach
- Weimar (für I. Bezirk)
- Allstedt
- Apolda
- Buttstädt
- Jena (für II. Bezirk)

Nachdem im Jahr 1920 der Freistaat Sachsen-Altenburg im Land Thüringen aufgegangen war, wurde der Gerichtssprengel angepasst. Zum Landgericht Weimar gehörten nun die Amtsgerichte Apolda, Blankenhain, Buttstädt, Camburg, Eisenberg, Großrudestedt, Jena, Roda, Vieselbach und Weimar.
Nach dem Zweiten Weltkrieg war eine Neuordnung der Thüringer Gerichtsbezirkseinteilung notwendig geworden, welche dann auch mittels der Ausführungsverordnung über die Sitze und Bezirke der Amtsgerichte im Lande Thüringen vom 16. September 1949 (Reg.Bl. I S. 55) geschah. Damit wurde das Landgericht Weimar aufgehoben.